# Ammonios le Grammairien
Pour les articles homonymes, voir Ammonios.
Ammonios le Grammairien (en latin, Ammonius Grammaticus) était professeur de grammaire à Alexandrie, avec Helladios, à la fin du IVe siècle apr. J.-C.

## Biographie
Ammonios (᾿Αμμώνιος) était professeur de grammaire à Alexandrie, mais il était aussi païen, prêtre du dieu égyptien Thot.
Il s'exila à Constantinople en 391, avec Helladios, après les affrontements violents entre païens et chrétiens dirigés par l'évêque Théophile. Il eut ensuite pour disciple, dans la capitale, l'historien ecclésiastique Socrate de Constantinople. On lui attribue traditionnellement (et sans preuves) un Traité des Synonymes grecs, qui serait un abrégé de celui de Philon de Byblos.

## Œuvres
- Des synonymes (en latin De adfinium vocabularium differentia ou  De differentia adfinium vocabulorum), éd. en grec par L. C. Valckenaer en 1739 ; puis avec les notes de C. F. Ammon, 1787 (en ligne) ; nouv. éd. 1822 (en ligne). Traduit en français par A. Pillon, 1824 et 1847.

- De l'acurologie (en latin : De impropriis : sur la langue incorrecte) (mentionné par Johann Albert Fabricius, Bibliotheca Graeca, 1705-1728, t. V, p. 715).

### Sources
- Marie-Nicolas Bouillet  et Alexis Chassang (dir.), « Ammonios » dans Dictionnaire universel d’histoire et de géographie, 1878 (lire sur Wikisource)

### Études
- Smith, Dictionary of Greek and Roman Biography and Mythology (1870),  v. 1, page 146.